# Genaro Tedesco
Genaro Tedesco ist ein ehemaliger argentinischer Fußballspieler, der vorwiegend im Mittelfeld agierte.

## Laufbahn
Tedesco kam 1956 nach Mexiko, wo er zunächst für den CD Zacatepec spielte, mit dem er zweimal den mexikanischen Pokalwettbewerb und je einmal die mexikanische Fußballmeisterschaft und den Supercup gewann. 
In der Punktspielrunde seiner ersten Spielzeit 1956/57 erzielte er beide Treffer zum 2:1-Sieg gegen den großen sportlichen Rivalen jener Tage, León FC, dem die Cañeros zwischen 1957 und 1959 dreimal in Folge im Pokalfinale gegenüberstanden (wovon sie zwei gewinnen konnten). Somit verschaffte er seiner Mannschaft zwei wichtige Punkte im Kampf gegen den Abstieg, der am Saisonende den nur um einen Punkt schlechteren CF Monterrey ereilte. Außerdem gelangen ihm drei Treffer auf dem Weg zum Pokaltriumph der Saison 1956/57.
In der Saison 1957/58 gewann er mit den in der Vorsaison beinahe abgestiegenen Cañeros den Meistertitel und in seiner letzten Saison mit den Grün-Weißen (1958/59) noch einmal den Pokalwettbewerb. 
Nach der Saison 1958/59 wechselte Tedesco zum Ligakonkurrenten CD Irapuato.
Nach Beendigung seiner Profikarriere blieb Tedesco in Mexiko, wo er lange ein eigenes Lokal mit dem Namen Che Genaro’s in der Colonia Roma, einem Viertel unweit des Zentrums von Mexiko-Stadt, betrieb. Gegenwärtig verdient er seinen Lebensunterhalt mit der Herstellung von Chimichurri, die er an verschiedene Restaurants verkauft.

## Erfolge
- Mexikanischer Meister: 1957/58
- Mexikanischer Pokalsieger: 1957 und 1959
- Supercup: 1958